# John Tyndall
John Tyndall (2. srpna 1820 – 4. prosince 1893) byl irský fyzik, v letech 1853 – 1887 profesor fyziky v Royal Institution of Great Britain v Londýně.
Jeho vědecká kariéra začala v 50. letech 19. století výzkumem diamagnetismu. Později zkoumal sálání a je autorem několika objevů procesů v atmosféře. V roce 1859 popsal podstatu rozptylu světla v koloidním prostředí, dnes známého jako Tyndallův jev. Celkem vydal 17 knih, které v 19. století zpopularizovaly experimentální fyziku.
V roce 1856 navštívil Alpy, kde zkoumal ledovce. Byl průkopníkem horolezectví (prvovýstup na Weisshorn).